# Yongsan Electronics Market

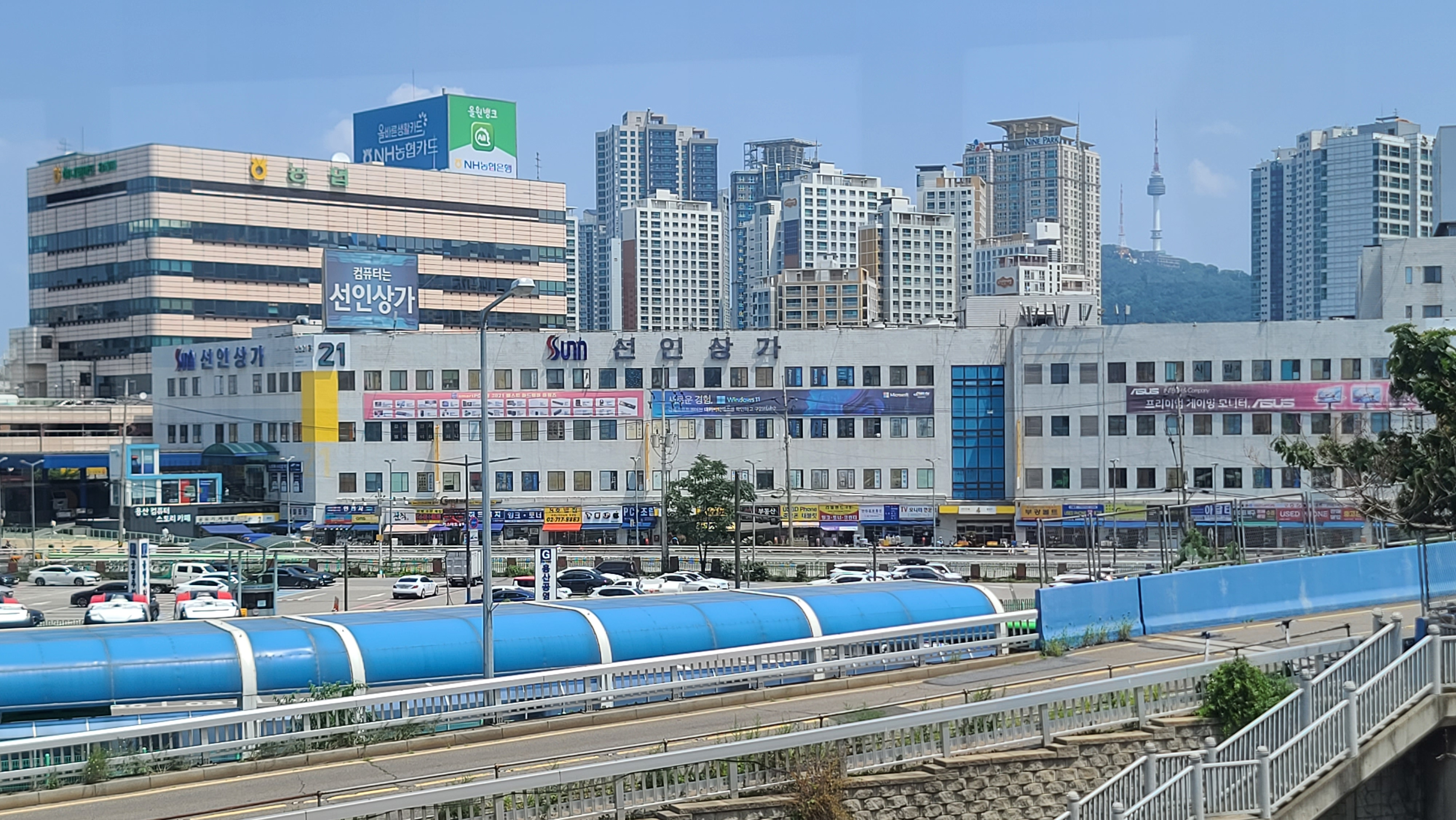
Yongsan Electronics Market

Yongsan Electronics Market in Seoel, Zuid-Korea is een detailhandelsgebied met meer dan 20 gebouwen, waarin in totaal ruim 5.000 winkels gevestigd zijn met elektronische goederen. Hieronder vallen bijvoorbeeld audioapparatuur, computer en -randapparatuur, telefoontoestellen, verlichting, kantoorbenodigdheden, huishoudelijke apparaten, telefoons, software en DVD's.
Tevens kan er een grote verscheidenheid aan elektronische onderdelen voor onder andere computers worden gevonden. De elektronica van Koreaanse makelij is ongeveer 20%-30% goedkoper in vergelijking met andere Koreaanse winkelgebieden. 
Geïmporteerde elektronica is veelal tussen de 30% tot 50% goedkoper. Daarnaast wordt elke drie maanden opruimingsuitverkoop gehouden.
Het gebied kent een verscheidenheid aan winkels met elk verschillende gebruiken. 
Sommige winkels zijn traditionele winkels, met vastgestelde prijzen, bekende merknamen en garantievoorwaarden. In weer andere winkels wordt juist van de consument verwacht te onderhandelen (afdingen) over de verkoopprijs en de producten in de deze winkels zijn veelal niet van een prijssticker voorzien.
In het aangrenzende winkelgebied Najin Market kan men de koopjes vinden en elektronische goederen aanschaffen tegen fabrieksprijzen of nog goedkoper.